# Mirador Volleyball
El Mirador Deporte y Casal o sencillamente Mirador es un club de voleibol femenino con sede en Santo Domingo (República Dominicana).

## Historia
El equipo se fundó en 1970. Con la ayuda de Cosiri Rodríguez, quien sería la jugadora más valiosa del Torneo 2004 del Distrito Nacional Superior, Mirador ganó su 23.º Campeonato (noveno consecutivo), derrotando Los Cachorros en el 7.º juego de la serie final.
El equipo ganó en 2006 su título número 24 en el Torneo de Voleibol del Distrito Nacional.
Mirador participó como CDN Mirador (Centro Deportivo Nacional y Mirador) en la edición 2008 de la Copa Salonpas, terminando en el 5.º sitio. Bethania de la Cruz ganó el premio a la mejor Atacante.
Para el Campeonato Mundial de Clubes FIVB de 2010, Mirador fue el seleccionado como el representante de la confederación NORCECA. El equipo acabó en 4.º sitio, siendo derrotado por Bergamo en el partido por la medalla de Bronce. Brenda Castillo y Annerys Vargas ganaron los premios a Mejor Libero y mejor bloqueadora, respectivamente.
En 2011 NORCECA seleccionó nuevamente a Mirador para representar al continente en el Campeonato Mundial de Clubes. El club finalizó en la cuarta ubicación tras ser derrotado por el equipo brasileño Sollys/Nestle. El equipo contó con Jeoselyna Rodríguez como una de las mejores anotadoras del torneo.

## Equipos

### 2011
Representante NORCECA en el Campeonato Mundial de Clubes 2011.
- Entrenador principal:  Wilson Sánchez
- Entrenador ayudante:  Cristian Cruz

| Número | Jugador             | Posición         |
| 1      | Marianne Fersola    | Bloqueador medio |
| 2      | Erasma Moreno       | Ala Spiker       |
| 5      | Deborah Constanzo   | Opuesto          |
| 6      | Carmen Rosa Caso    | Libero           |
| 8      | Pamela Soriano      | Bloqueador medio |
| 9      | Celenia Toribio     | Bloqueador medio |
| 10     | Yeniffer Ramírez    | Ala Spiker       |
| 11     | Jeoselyna Rodríguez | Opuesto          |
| 12     | Francia Jackson     | Setter           |
| 13     | Yonkaira Peña       | Ala Spiker       |
| 14     | Erika Mota          | Ala Spiker       |
| 15     | Brayelin Martínez   | Ala Spiker       |

## Palmarés

### Torneo de Clubes Campeones NORCECA
- 1993 Medalla de Plata

### Campeonato nacional
- 1975

### Campeonato de Liga del Distrito Nacional
- 1975, 1976, 1977, 1978, 1979, 1980, 1981, 1982, 1983, 1985, 1989, 1991, 1992, 1993, 1994, 1995, 1996, 1997, 1998, 1999, 2000, 2001, 2002, 2003, 2004, 2006